# Kate & Mim-Mim
Kate & Mim-Mim is een Canadees-Britse-Amerikaanse 3D-animatieserie. De eerste uitzending werd uitgezonden op 20 december 2014 op The Walt Disney Company. De serie werd momenteel nog niet uitgezonden in Nederland of Vlaanderen. Twee compilaties van de serie zijn te zien op The Walt Disney Company.